# Piastowo (Zygmuntowo)
Piastowo – część wsi Zygmuntowo w Polsce, położona w województwie wielkopolskim, w powiecie konińskim, w gminie Skulsk.
W latach 1973-1976 w gminie Wierzbinek (od 1973 do 31 maja 1975 w powiecie radziejowskim). Początkowo w sołectwie Zygmuntowo, które jednak szybko zniesiono i włączono do sołectwa Goplana. 1 stycznia 1977 (jako część sołectwa Goplana) włączone do gminy Skulsk.
W latach 1975–1998 Piastowo administracyjnie należało do województwa konińskiego.